# Lokomotive Jaroslawl
Der HK Lokomotive Jaroslawl (russisch Хоккейный Клуб Локомотив Ярославль/Chokkejnyj Klub Lokomotiw Jaroslawl) ist ein 1959 gegründeter Eishockeyklub aus der russischen Stadt Jaroslawl. Der Verein gehört seit 2012 wieder der Kontinentalen Hockey-Liga an. Nach einem Flugzeugabsturz im September 2011, bei dem nahezu die gesamte Mannschaft ums Leben kam, wurde im Spielbetrieb der Wysschaja Hockey-Liga eine neue Mannschaft aufgebaut. Lokomotive Jaroslawl befindet sich im Besitz der Russischen Eisenbahngesellschaft Rossijskije schelesnyje dorogi.
Die Vereinsfarben des Klubs, der in der 9070 Zuschauer fassenden und im Jahr 2001 fertiggestellten Arena 2000 beheimatet ist, sind Rot, Weiß und Blau. In seiner über 50-jährigen Geschichte feierte der als JaMZ Jaroslawl gegründete Verein in den Jahren 1997, 2002 und 2003 insgesamt drei Russische Meistertitel. Des Weiteren stehen ein russischer Vizemeistertitel aus dem Jahr 2008 und ein KHL-Vizetitel aus 2009 zu Buche.

## Geschichte
In Jaroslawl waren zunächst Mannschaften wie Lokomotive Jaroslawl (1949–1955), Spartak Jaroslawl (1955–1956) und Chimik Jaroslawl (1956–1957) aktiv, die alle an der regionalen Meisterschaft der Russischen SFSR teilnahmen. 1959 wurde aus dem lokalen Motorenwerk JaMZ heraus die Mannschaft JaMZ Jaroslawl gegründet, die zunächst an der regionalen Spielklasse der Sowjetunion, der Klass B, teilnahm. In den folgenden Jahren etablierte sich das Team innerhalb der Spielklasse, bevor es 1963 in Trud Jaroslawl und 1964 in Motor Jaroslawl umbenannt wurde.

### In der zweiten und dritten Liga (1965–1987)

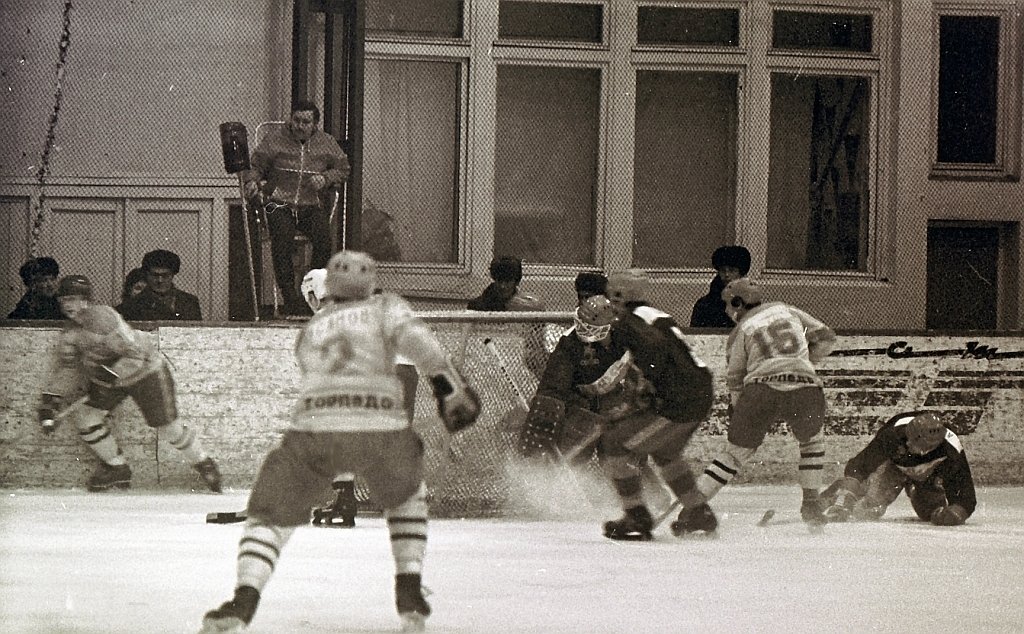
Torpedo Jaroslawl gegen Salawat Julajew Ufa, 1983

1965 erhielt der Verein erneut einen neuen Namen, den er bis zum Jahr 2000 tragen sollte – Torpedo Jaroslawl. Zudem begann der Bau eines offenen Eisstadions, das während der Saison 1966/67 fertig gestellt wurde und später Sportpalast Awtodisel hieß. Torpedo gewann 1967 die Meisterschaft seiner Gruppe der Klass B und realisierte damit den Aufstieg in die dritte Spielklasse, die Klass A, 3. Gruppe. Zwei Jahre später gewann Torpedo die West-Staffel der Klass A, 2. Gruppe, konnte aber aufgrund einer Verkleinerung der 1. Gruppe der Klass A nicht in diese aufsteigen. Durch eine weitere Ligenreform 1970 wurde Torpedo in die dritte Spielklasse eingeteilt, die damals Wtoraja Liga hieß. In den folgenden Jahren belegte die Mannschaft meist mittlere Plätze dieser Spielklasse, ehe mit dem Gewinn der West-Staffel der Wtoraja Liga 1983 der Aufstieg in die zweitklassige Perwaja Liga gelang. In der ersten Spielzeit dieser Spielklasse gelang Torpedo mit dem achten Platz gleich die Etablierung auf dieser Ligenstufe. 1987 erreichte der Verein den ersten Platz in der West-Staffel nach der Hauptrunde und qualifizierte sich damit für das Aufstiegsturnier. Dieses schloss Torpedo mit dem ersten Platz ab und stieg damit zum ersten Mal in die höchste Spielklasse der Sowjetunion auf, die damalige Wysschaja Liga.

### Etablierung in der höchsten Liga (1987–1997)
Zwischen dem Aufstieg 1987 und der letzten Spielzeit der sowjetischen Meisterschaft belegte Torpedo meist hintere Plätze, außer 1990, als Torpedo in der Meisterrunde den siebten Platz unter 16 Teilnehmern belegte. Bekannte Torpedo-Spieler dieser Zeit waren Alexander Sybin, Wjatscheslaw Uwajew, Dmitri Juschkewitsch, Andrei Schukow, Igor Maslennikow, Sergei Saizew, Witali Karamnow. In der Saison 1990/91 gelang eine ähnlich gute Platzierung, als Torpedo in der Vor- und Meisterrunde jeweils den siebten Platz belegte.
1992 wurde die Internationale Hockey-Liga gegründet und Torpedo in diese aufgenommen. Torpedo erreichte in den folgenden vier Jahren jeweils die Playoffs, wobei 1995 der Gewinn der Vorrundenstaffel West gelang. In den Playoffs scheiterte die Mannschaft jeweils entweder im Achtel- oder im Viertelfinale.
1996 wurde die Internationale Hockey-Liga in die Russische Eishockeymeisterschaft überführt, die später in Superliga umbenannt wurde. Die erste Spielzeit der reformierten Spielklasse wurde von Torpedo Jaroslawl, Ak Bars Kasan und dem HK Lada Toljatti dominiert. Diese drei Teams belegten die ersten drei Plätze der Finalrunde und waren somit für die Playoffs favorisiert. In diesen besiegte Torpedo zunächst Neftechimik Nischnekamsk mit 2:0, im Viertelfinale HK Dynamo Moskau mit 2:0, im Halbfinale Salawat Julajew Ufa mit 2:0 und qualifizierte sich damit für das Playoff-Finale gegen Lada Toljatti. Auch die Finalserie gewann Torpedo ohne Niederlage mit 3:0 gegen Lada und erreichte damit den größten Erfolg der Vereinsgeschichte, den russischen Meistertitel. Großen Anteil an diesem Erfolg hatten die Stürmer Andrej Skabelka, Alexei Gorschkow, Aleksandrs Ņiživijs und Witalij Lytwynenko sowie Torhüter Jegor Podomazki, der in neun Playoff-Spielen drei Shutouts und einen Gegentorschnitt von 0,98 erreichte.
| Russischer Meister 1997 | Torhüter: Oleg Bratasch, Jegor Podomazki Verteidiger: Alexei Amelin, Michail Donika, Ilja Gorochow, Uladsimir Kopaz, Dmitri Krassotkin, Oleg Polkownikow, Sergei Schukow, Andrei Sobolew, Alexei Wassiljew Angreifer: Wladimir Antipow, Alexander Ardaschew, Sergei Gorbatschew, Alexei Gorschkow, Anatolij Koweschnikow, Roman Ljaschenko, Witalij Lytwynenko, Aleksandrs Ņiživijs, Wladimir Samylin, Denis Schwidki, Andrej Skabelka, Alexei Trasseuch, Sergei Tschernjawski, Dmitri Wlassenkow Trainerstab: Pjotr Worobjow, Nikolai Kasakow |

### Zeit als Spitzenmannschaft (1997–2001)
Aufgrund des Meistertitels 1997 qualifizierte sich Torpedo für die European Hockey League 1997/98, wobei das Team mit fünf Siegen aus sechs Spielen die Gruppe D gewann und sich im Viertelfinale gegen den HK Lada Toljatti durchsetzte. Im Halbfinale, das im Rahmen des Final Four ausgetragen wurde, unterlag Torpedo dem HD Dynamo Moskau mit 0:1. In der russischen Meisterschaft der Saison 1997/98 belegte Torpedo den ersten Platz der Staffel West und wurde Dritter der Finalrunde, wobei keine Playoffs ausgetragen wurden. Stattdessen wurde ein Pokalwettbewerb gespielt, bei dem Torpedo das Halbfinale erreichte. Ein Jahr später erreichte die Mannschaft nach einem fünften Platz in der Hauptrunde das Playoff-Halbfinale, in dem sie dem HK Metallurg Magnitogorsk mit 1:3 unterlag und die Saison auf dem dritten Platz beendete.

Logo der Rossijskije schelesnyje dorogi

1998 nahm Torpedo am IIHF Continental Cup teil und war als gastgebende Mannschaft der Halbfinal-Gruppe P automatisch für diese qualifiziert. Mit zwei Siegen und einer Niederlage belegte Torpedo den zweiten Platz der Gruppe, während der Gruppensieger, der HK Awangard Omsk, in das Finale einzog. In der russischen Meisterschaft gehörte Torpedo Jaroslawl weiter zu den Spitzenteams und erreichte 199 den vierten sowie 2000 den fünften Platz in der Meisterschaft. Im Jahr 2000 wurde der Verein zudem in Lokomotive umbenannt, da die russische Eisenbahn Rossijskije schelesnyje dorogi Haupteigentümer des Klubs wurde.

#### Meistertitel 2002
Vor der Saison 2001/02 wurde mit dem Tschechen Vladimír Vůjtek das erste Mal ein nicht-russischer Trainer verpflichtet. Dieser baute die Mannschaft um und verpflichtete Leistungsträger wie Andrei Kowalenko, Jan Peterek, Iwan Tkatschenko, Wadym Schachrajtschuk, Alexander Guskow sowie im Saisonverlauf Martin Štrbák. Zudem erweiterte er die Mannschaft um Nachwuchsspieler wie Alexander Suglobow, Denis Grebeschkow und Artjom Krjukow. Die so veränderte Mannschaft war schnell erfolgreich und dominierte die Hauptrunde der russischen Meisterschaft mit 37 Siegen bei 6 Unentschieden und 8 Niederlagen. In den Playoffs setzte sie sich im Viertelfinale mit 3:0 gegen Krylja Sowetow Moskau, im Halbfinale mit 3:0 gegen Metallurg Magnitogorsk und im Finale mit 3:0 gegen Ak Bars Kasan durch und gewann den zweiten Meistertitel der Vereinsgeschichte. In den Playoffs gelangen der Mannschaft neun Siegen in Folge, in denen die Mannschaft nur 9 Gegentore erhielt und selbst 28 Tore erzielte. Folgerichtig erhielten mit Trainer Vladimír Vůjtek, Stürmer Andrei Kowalenko, Torhüter Jegor Podomazki und Alexei Amelin individuelle Auszeichnungen der russischen Liga.
| Russischer Meister 2002 | Torhüter: Andrei Malkow, Jegor Podomazki Verteidiger: Alexei Amelin, Ilja Gorochow, Denis Grebeschkow, Alexander Guskow, Dmitri Krassotkin, Juri Kusnezow, Sergei Schukow, Andrei Sobolew, Martin Štrbák, Alexei Wassiljew Angreifer: Wladimir Antipow, Alexander Ardaschew, Anton But, Wjatscheslaw Buzajew, Sergei Koroljow, Andrei Kowalenko, Artjom Krjukow, Iwan Neprjajew, Jan Peterek, Konstantin Rudenko, Wladimir Samylin, Wadym Schachrajtschuk, Sergei Schukow, Alexander Skugarew, Alexander Suglobow, Iwan Tkatschenko, Dmitri Wlassenkow, Pawel Worobjow Cheftrainer: Vladimír Vůjtek |

#### Meistertitel 2003
Im Sommer 2002 gelang es dem Management von Lokomotive, den Meisterkader zusammenzuhalten und verpflichtete Ergänzungsspieler wie Juri Buzajew und Sergei Nemtschinow. Vladimír Vůjtek ergänzte das Team erneut um Nachwuchsspieler wie Grigori Schafigulin, Andrei Perwyschin und Konstantin Glasatschow und formte dabei erneut eine erfolgreiche Mannschaft, die die Hauptrunde der Spielzeit 2002/03 auf dem ersten Platz mit elf Punkten Vorsprung abschloss. Dabei gelangen der Mannschaft 34 Siege bei 7 Unentschieden und zehn Niederlagen. Insgesamt erzielte Lokomotive 163 Tore und war damit zusammen mit dem HK Awangard Omsk die torgefährlichste Mannschaft der Liga. Zudem nahm Lokomotive im Januar 2003 am Finalturnier des Continental Cups teil, welches sie auf dem zweiten Platz hinter Jokerit Helsinki abschloss.
In den Superliga-Playoffs besiegte das Team Salawat Julajew Ufa in der ersten Runde mit 3:0, Lada Toljatti im Halbfinale mit 3:0 und traf damit in der Finalserie auf Sewerstal Tscherepowez. Lokomotive gewann die ersten beiden Spiele der Serie mit 3:1 respektive 4:1, ehe Sewerstal sich in der dritten Partie mit 4:2 durchsetzte. Im vierten Finalspiel gelang Lokomotive mit dem 4:0-Erfolg der entscheidende dritte Sieg und gewann damit den zweiten Meistertitel in Folge. Leistungsträger des Teams waren die Stürmer Wjatscheslaw Buzajew, Andrei Kowalenko, Wladimir Antipow, Verteidiger Alexander Guskow sowie Torhüter Jegor Podomazki. Kowalenko, Guskow und Podomazki erhielten nach Saisonende die jeweiligen Spieler-Trophäen.
| Russischer Meister 2003 | Torhüter: Andrei Malkow, Jegor Podomazki Verteidiger: Ilja Gorochow, Denis Grebeschkow, Alexander Guskow, Jewgeni Koroljow, Dmitri Krassotkin, Andrei Perwyschin, Radim Tesařík, Alexei Wassiljew Angreifer: Wladimir Antipow, Anton But, Juri Buzajew, Wjatscheslaw Buzajew, Konstantin Glasatschow, Andrei Kowalenko, Sergei Nemtschinow, Iwan Neprjajew, Jan Peterek, Konstantin Rudenko, Wladimir Samylin, Grigori Schafigulin, Sergei Schukow, Alexander Suglobow, Iwan Tkatschenko, Dmitri Wlassenkow, Pawel Worobjow Trainer: Vladimír Vůjtek, Wladimir Jursinow |

Nach diesem Erfolg verließ Vladimír Vůjtek den Verein, nachdem er ein hoch dotiertes Vertragsangebot von Ak Bars Kasan angenommen hatte. Das Traineramt übernahm der bisherige Co-Trainer Wladimir Jursinow, der nach einer Niederlagenserie im Oktober 2003 zunächst durch Wladimir Krjutschkow und im November durch Július Šupler ersetzt wurde. Unter Šupler konnte die Mannschaft zu alter Leistungsstärke zurückfinden und erreichte den siebten Platz der Hauptrunde. Zuvor hatte Lokomotive am Jahresende am Spengler Cup teilgenommen, bei dem das Team von Šupler den dritten Platz belegte. Im Playoff-Viertelfinale der Superliga unterlag das Team von Lokomotive Lada Toljatti mit 0:3.

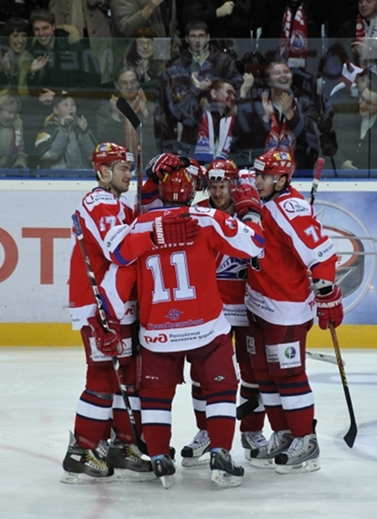
Spieler von Lokomotive Jaroslawl im Jahr 2009

Im Sommer 2004 verpflichtete das Management des Klubs mit Kari Heikkilä einen finnischen Trainer, der die Mannschaft neu zusammenstellte. Aufgrund des Lockouts in der National Hockey League konnte der Klub NHL-Spieler wie Marc Lamothe, Denis Schwidki, Pjotr Stschastliwy, Nikolai Antropow, Karel Rachůnek, Alexander Karpowzew und Alexei Jaschin verpflichten. Das neu formierte Team beendete die Hauptrunde auf dem fünften Platz und drang nach einer 3:1-Serie gegen den Ak Bars Kasan in das Playoff-Halbfinale vor. In diesem traf es erneut auf die Mannschaft von Lada Toljatti, der es in drei Spielen unterlag. Die Serie um den dritten Platz gewann Lokomotive mit 2:0 gegen Awangard Omsk. Nach der Saison verließen all NHL-Spieler außer Rachůnek und Stschastliwy den Verein. Mit Wladimir Jursinow wurde ein neuer Cheftrainer verpflichtet, der die Mannschaft auf den dritten Platz der Hauptrunde und bis ins Playoff-Halbfinale führte. In diesem unterlag sie dem Ak Bars Kasan mit 0:3.

#### Erfolge in der KHL (2008–2011)

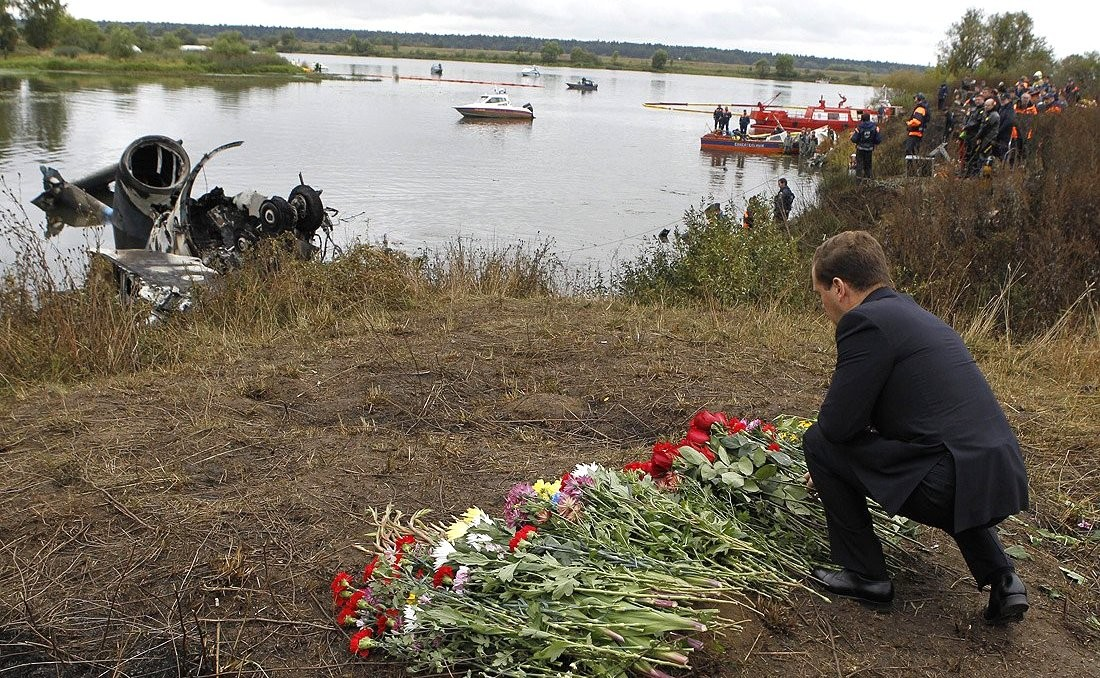
Russlands damaliger Präsident Dmitri Medwedew legt Blumen nahe der Unglücksstelle nieder

In der ersten Spielzeit der 2008 gegründeten KHL erreichte Lokomotive Jaroslawl unter Cheftrainer Kari Heikkilä den Gewinn der Charlamow Diwision und belegte mit 111 Punkten den dritten Platz der Hauptrunde. In den Playoffs besiegte das Team Neftechimik Nischnekamsk im Achtelfinale, den HK Spartak Moskau im Viertelfinale und Metallurg Magnitogorsk im Halbfinale. Im Playoff-Finale um den Gagarin-Pokal traf Lokomotive auf den Ak Bars Kasan. In einer spannenden Best-of-Seven-Serie gewann Lokomotive das erste, dritte und fünfte Spiel, so dass es nach sechs Spielen 3:3-Unentschieden stand. Im entscheidenden siebten Spiel erzielte Alexei Morosow das einzige Tor für Kasan und sicherte seinem Team damit den Meistertitel.
Nach Saisonende wurde Jaroslawls Torhüter Georgi Gelaschwili als bester Torhüter sowie Juri Jakowlew als bester General Manager der KHL ausgezeichnet. Zudem wurde Gelaschwili in das All-Star-Team der Liga gewählt. Mannschaftskapitän Alexei Jaschin gehörte mit 47 Scorerpunkten zu den Topscorern der Saison.
Vor der folgenden Spielzeit wurde Lokomotive in die Tarassow Diwision versetzt. Am Ende der Hauptrunde belegte der Verein den dritten Platz der Diwision und mit 96 Punkten den fünften Platz der Western Conference. Durch Siege über Atlant Mytischtschi und den HK Spartak Moskau im Viertel- bzw. Halbfinale erreichte er das Conference-Finale, in dem das Team dem HK MWD Balaschicha mit 3:4 unterlag. Damit erreichte es den vierten Platz, während Lokomotives Stürmer Alexander Galimow und Gennadi Tschurilow mit 14 Scorerpunkten unter den besten Scorern der KHL-Playoffs zu finden waren. Zudem zeigte Georgi Gelaschwili mit einer Fangquote von 93,3 Prozent und einem Gegentorschnitt von 1,89 wieder sehr gute Leistungen in den Playoffs. Individuelle Trophäen gab es am Saisonende für Tschurilow mit dem Ironman Award und für Sergei Schukow mit der Auszeichnung als Fairstem Spieler.

### Flugzeugabsturz (2011)
Am 7. September 2011 stürzte in der Nähe von Jaroslawl kurz nach dem Start vom Flughafen Tunoschna ein Flugzeug des Typs Jakowlew Jak-42 ab. Insgesamt kamen 43 der 45 Insassen bei dem Absturz ums Leben. Es befanden sich mit Ausnahme der Spieler Daniil Jerdakow, Artur Amirow und Maxim Sjusjakin sowie des finnischen Torwarttrainers Jorma Valtonen die gesamte Mannschaft in dem Flugzeug. Die Maschine war auf dem Weg in die belarussische Hauptstadt Minsk, wo das erste Meisterschaftsspiel von Lokomotive der Saison 2011/12 gegen den HK Dinamo Minsk stattfinden sollte.
Aus dem Kader überlebte lediglich Stürmer Alexander Galimow den Absturz, der fünf Tage später in einem Moskauer Krankenhaus seinen schweren Verletzungen erlag.
| Kader zum Saisonbeginn 2011/12 | Torhüter: Stefan Liv, Olexander Wjuchin Verteidiger: Witali Anikejenko, Michail Balandin, Robert Dietrich, Marat Kalimulin, Karel Rachůnek, Ruslan Salej, Maxim Schuwalow, Kārlis Skrastiņš, Pawel Trachanow, Juri Urytschew Angreifer: Pavol Demitra, Alexander Galimow, Artjom Jartschuk, Alexander Kaljanin, Andrei Kirjuchin, Nikita Kljukin, Jan Marek, Sergei Ostaptschuk, Pawel Snurnizyn, Daniil Sobtschenko, Iwan Tkatschenko, Gennadi Tschurilow, Josef Vašíček, Alexander Wassjunow Cheftrainer: Brad McCrimmon Assistenztrainer: Alexander Karpowzew, Igor Koroljow Offizielle & Betreuer: Juri Bachwalow, Alexander Beljajew, Mikalaj Krywanossau, Jewgeni Kunnow, Wjatscheslaw Kusnezow, Wladimir Piskunow, Jewgeni Sidorow, Andrei Simin |

Die Ligenleitung der Kontinentalen Hockey-Liga gab am Tag nach dem Unglück zunächst bekannt, dass der Spielbetrieb bis auf weiteres eingestellt werde. Der Saisonauftakt wurde somit auf unbestimmte Zeit verschoben. Wenig später wurde der Saisonbeginn auf den 12. September terminiert. Der Kubok Otkrytija, an dessen Austragungstag das Unglück geschah, wurde in Lokomotive-Pokal umbenannt.

### Wiederaufbau des Teams (seit 2011)
Obgleich der Verein fast sein komplettes Team bei dem Absturz verlor, kündigte der KHL-Präsident Wjatscheslaw Fetissow am 8. September an, dass bereits am 11. September die Mitglieder des neuen Kaders vorgestellt würden. Drei Tage nach dem Unglück verkündete Teampräsident Juri Jakowlew, dass der Verein in der KHL-Saison 2011/12 vom Spielbetrieb aussetzt. Jedoch soll die neu formierte Mannschaft ab Dezember 2011 zum Neuaufbau in der zweitklassigen Wysschaja Hockey-Liga antreten und für deren Play-offs automatisch gesetzt sein.
Das erste Spiel der neu formierten Mannschaft, die aus eigenen und von anderen Klubs stammenden Nachwuchsspielern bestand, fand am 12. Dezember 2011 statt. In einer ausverkauften Arena 2000 besiegte Loko den Tabellenführer der VHL, Neftjanik Almetjewsk, mit 5:1.
Zur Saison 2012/13 wurde der Klub wieder in die KHL aufgenommen und verpflichtete für diese eine Mannschaft bestehend aus gestandenen internationalen Profis sowie Nachwuchstalenten.
In der Saison 2012/2013 unterhielt der Klub eine zweite Mannschaft, die weiterhin am Spielbetrieb der Wysschaja Hockey-Liga teilnahm und als Farmteam der Profimannschaft fungierte. Sie belegte den 10. Platz und schied im Playoff-Achtelfinale mit 2:3 gegen den HK Buran Woronesch aus. Nach der Saison wurde die zweite Mannschaft wieder aufgelöst.

## Saisonstatistik

### Wysschaja Liga (1987–1992)
Abkürzungen: Sp = Spiele, S = Siege, U = Unentschieden, N = Niederlagen, Pkt = Punkte, T = Erzielte Tore, GT = Gegentore
| Saison  | Sp  | S   | U  | N   | Pkt | T   | GT  | Platz Runde | Platz Liga | Playoffs                 |
| ------- | --- | --- | -- | --- | --- | --- | --- | ----------- | ---------- | ------------------------ |
| 1987/88 | 26  | 11  | 2  | 13  | 24  | 81  | 100 | 11.         | —          | nicht qualifiziert       |
| 1987/88 | 36  | 23  | 2  | 11  | 48  | 151 | 102 | 2.          | 12.        | nicht qualifiziert       |
| 1988/89 | 26  | 10  | 3  | 13  | 23  | 81  | 87  | 11.         | —          | keine Austragung         |
| 1988/89 | 36  | 24  | 2  | 10  | 50  | 167 | 111 | 3.          | 13.        | keine Austragung         |
| 1989/90 | 30  | 16  | 2  | 12  | 34  | 93  | 86  | 6.          | —          | keine Austragung         |
| 1989/90 | 18  | 5   | 4  | 9   | 14  | 53  | 60  | 7.          | 7.         | keine Austragung         |
| 1990/91 | 28  | 13  | 4  | 11  | 30  | 83  | 80  | 7.          | —          | keine Austragung         |
| 1990/91 | 18  | 4   | 6  | 8   | 14  | 48  | 59  | 7.          | 7.         | keine Austragung         |
| 1991/92 | 30  | 11  | 4  | 15  | 26  | 92  | 107 | 11.         | 11.        | nicht qualifiziert       |
| Gesamt  | 248 | 117 | 29 | 102 | 263 | 769 | 792 |             |            | keine Playoff-Teilnahmen |

### Internationale Hockey-Liga (1992–1996)
Abkürzungen: Sp = Spiele, S = Siege, U = Unentschieden, N = Niederlagen, Pkt = Punkte (Bonuspunkte in Klammern), T = Erzielte Tore, GT = Gegentore
| Saison  | Sp  | S   | U  | N  | Pkt      | T   | GT  | Platz Konferenz | Platz Liga | Playoffs |
| ------- | --- | --- | -- | -- | -------- | --- | --- | --------------- | ---------- | --- |
| 1992/93 | 20  | 6   | 2  | 13 | 14       | 42  | 60  | 5., Gruppe 1    | —          | Sieg im Achtelfinale, 2:0 (Salawat Julajew Ufa) Niederlage im Viertelfinale, 0:2 (HK Dynamo Moskau)           |
| 1992/93 | 22  | 14  | 4  | 3  | 32       | 84  | 46  | 5., West        | 11.        | Sieg im Achtelfinale, 2:0 (Salawat Julajew Ufa) Niederlage im Viertelfinale, 0:2 (HK Dynamo Moskau)           |
| 1993/94 | 46  | 28  | 3  | 15 | 59       | 181 | 96  | —               | 5.         | Sieg im Achtelfinale, 2:0 (HK Pārdaugava Riga) Niederlage im Viertelfinale, 0:2 (HK Traktor Tscheljabinsk)    |
| 1994/95 | 52  | 33  | 4  | 15 | 70       | 152 | 96  | 1., West        | 5.         | Sieg im Achtelfinale, 2:0 (Awtomobilist Jekaterinburg) Niederlage im Viertelfinale, 0:2 (Salawat Julajew Ufa) |
| 1995/96 | 26  | 15  | 4  | 7  | 34       | 83  | 58  | 2., West        | —          | Niederlage im Achtelfinale, 1:2 (Rubin Tjumen)                                                                |
| 1995/96 | 26  | 15  | 1  | 10 | 31 (+6)  | 70  | 55  | —               | 6.         | Niederlage im Achtelfinale, 1:2 (Rubin Tjumen)                                                                |
| Gesamt  | 192 | 111 | 18 | 63 | 240 (+6) | 612 | 411 |                 |            | 4 Playoff-Teilnahmen 7 Serien: 3 Siege, 4 Niederlagen 15 Spiele: 7 Siege, 8 Niederlagen                       |

### Superliga (1996–2008)
Abkürzungen: Sp = Spiele, S = Siege, OTS = Siege nach Overtime, SOS = Siege nach Shootout, U = Unentschieden, OTN = Niederlagen nach Overtime, SON = Niederlagen nach Shootout, N = Niederlagen, Pkt = Punkte, T = Erzielte Tore, GT = Gegentore
| Saison  | Sp  | S   | OTS | SOS | U  | SON | OTN | N   | Pkt  | T    | GT   | Platz Konferenz | Platz Liga | Playoffs |
| ------- | --- | --- | --- | --- | -- | --- | --- | --- | ---- | ---- | ---- | --------------- | ---------- | --- |
| 1996/97 | 24  | 16  | —   | —   | 4  | —   | —   | 4   | 36   | 65   | 31   | 2., West        | —          | Sieg im Achtelfinale, 2:0 (Neftechimik Nischnekamsk) Sieg im Viertelfinale, 2:0 (HK Dynamo Moskau) Sieg im Halbfinale, 2:0 (Salawat Julajew Ufa) Sieg im Finale, 3:0 (HK Lada Toljatti)            |
| 1996/97 | 20  | 12  | —   | —   | 4  | —   | —   | 4   | 28   | 67   | 35   | —               | 3.         | Sieg im Achtelfinale, 2:0 (Neftechimik Nischnekamsk) Sieg im Viertelfinale, 2:0 (HK Dynamo Moskau) Sieg im Halbfinale, 2:0 (Salawat Julajew Ufa) Sieg im Finale, 3:0 (HK Lada Toljatti)            |
| 1997/98 | 26  | 19  | —   | —   | 3  | —   | —   | 4   | 41   | 74   | 37   | 1., West        | —          | Sieg im Achtelfinale, 2:0 (Chimik Woskressensk) Sieg im Viertelfinale, 2:1 (HK Awangard Omsk) Niederlage im Halbfinale, 0:2 (HK Metallurg Magnitogorsk)                                            |
| 1997/98 | 20  | 14  | —   | —   | 3  | —   | —   | 3   | 31   | 56   | 23   | —               | 3.         | Sieg im Achtelfinale, 2:0 (Chimik Woskressensk) Sieg im Viertelfinale, 2:1 (HK Awangard Omsk) Niederlage im Halbfinale, 0:2 (HK Metallurg Magnitogorsk)                                            |
| 1998/99 | 42  | 26  | —   | —   | 5  | —   | —   | 11  | 57   | 99   | 61   | —               | 5.         | Sieg im Achtelfinale, 3:0 (HK ZSKA Moskau) Sieg im Viertelfinale, 3:0 (HK Awangard Omsk) Niederlage im Halbfinale, 1:3 (HK Metallurg Magnitogorsk)                                                 |
| 1999/00 | 38  | 21  | 2   | —   | 5  | —   | 0   | 10  | 72   | 91   | 59   | —               | 4.         | Sieg im Achtelfinale, 3:2 (Torpedo Nischni Nowgorod) Niederlage im Viertelfinale, 2:3 (Metallurg Nowokusnezk)                                                                                      |
| 2000/01 | 34  | 14  | 3   | —   | 5  | —   | 1   | 11  | 54   | 89   | 64   | —               | 7.         | Sieg im Viertelfinale, 3:1 (Ak Bars Kasan) Niederlage im Halbfinale, 2:3 (HK Awangard Omsk) |
| 2000/01 | 10  | 5   | 1   | —   | 1  | —   | 1   | 2   | 19   | 29   | 20   | —               | 7.         | Sieg im Viertelfinale, 3:1 (Ak Bars Kasan) Niederlage im Halbfinale, 2:3 (HK Awangard Omsk) |
| 2001/02 | 51  | 35  | 2   | —   | 6  | —   | 2   | 6   | 117  | 167  | 80   | —               | 1.         | Sieg im Viertelfinale, 3:0 (Krylja Sowetow Moskau) Sieg im Halbfinale, 3:0 (HK Metallurg Magnitogorsk) Sieg im Finale, 3:0 (Ak Bars Kasan)                                                         |
| 2002/03 | 51  | 32  | 2   | —   | 7  | —   | 3   | 7   | 110  | 163  | 90   | —               | 1.         | Sieg im Viertelfinale, 3:0 (Salawat Julajew Ufa) Sieg im Halbfinale, 3:0 (HK Lada Toljatti) Sieg im Finale, 3:1 (Sewerstal Tscherepowez)                                                           |
| 2003/04 | 60  | 27  | 2   | —   | 9  | —   | 1   | 21  | 95   | 156  | 123  | —               | 7.         | Niederlage im Viertelfinale, 0:3 (HK Lada Toljatti) |
| 2004/05 | 60  | 29  | 2   | —   | 12 | —   | 2   | 15  | 105  | 159  | 104  | —               | 5.         | Sieg im Viertelfinale, 3:2 (Ak Bars Kasan) Niederlage im Halbfinale, 0:3 (HK Lada Toljatti) |
| 2005/06 | 51  | 28  | 0   | —   | 10 | —   | 2   | 11  | 96   | 168  | 104  | —               | 3.         | Sieg im Achtelfinale, 3:1 (HK Sibir Nowosibirsk) Sieg im Viertelfinale, 3:1 (Chimik Moskowskaja Oblast) Niederlage im Halbfinale, 0:3 (Ak Bars Kasan)                                              |
| 2006/07 | 54  | 25  | 2   | —   | 8  | —   | 1   | 18  | 88   | 153  | 136  | —               | 7.         | Sieg im Achtelfinale, 3:0 (HK Dynamo Moskau) Niederlage im Viertelfinale, 1:3 (HK Awangard Omsk)                                                                                                   |
| 2007/08 | 57  | 29  | 2   | 3   | —  | 4   | 0   | 19  | 101  | 167  | 148  | —               | 5.         | Sieg im Achtelfinale, 3:1 (HK Lada Toljatti) Sieg im Viertelfinale, 3:1 (SKA Sankt Petersburg) Sieg im Halbfinale, 3:0 (HK Metallurg Magnitogorsk) Niederlage im Finale, 2:3 (Salawat Julajew Ufa) |
| Gesamt  | 598 | 332 | 18  | 3   | 82 | 4   | 13  | 146 | 1050 | 1703 | 1115 |                 |            | 12 Playoff-Teilnahmen 32 Serien: 23 Siege, 9 Niederlagen 111 Spiele: 74 Siege, 37 Niederlagen |

### Kontinentale Hockey-Liga (2008–2011, seit 2012)
Abkürzungen: Sp = Spiele, S = Siege, OTS = Siege nach Overtime, SOS = Siege nach Shootout, OTN = Niederlagen nach Overtime, SON = Niederlagen nach Shootout, N = Niederlagen, Pkt = Punkte, T = Erzielte Tore, GT = Gegentore
| Saison  | Sp                                     | S                                      | OTS                                    | SOS                                    | SON                                    | OTN                                    | N                                      | Pkt                                    | T                                      | GT                                     | Platz Division                         | Platz Conference                       | Platz Liga                             | Playoffs |
| ------- | -------------------------------------- | -------------------------------------- | -------------------------------------- | -------------------------------------- | -------------------------------------- | -------------------------------------- | -------------------------------------- | -------------------------------------- | -------------------------------------- | -------------------------------------- | -------------------------------------- | -------------------------------------- | -------------------------------------- | --- |
| 2008/09 | 56                                     | 32                                     | 2                                      | 2                                      | 3                                      | 4                                      | 13                                     | 111                                    | 175                                    | 111                                    | 1., Charlamow                          | —                                      | 3.                                     | Sieg im Achtelfinale, 3:1 (Neftechimik Nischnekamsk) Sieg im Viertelfinale, 3:0 (HK Spartak Moskau) Sieg im Halbfinale, 4:1 (HK Metallurg Magnitogorsk) Niederlage im Finale, 3:4 (Ak Bars Kasan) |
| 2009/10 | 56                                     | 26                                     | 3                                      | 2                                      | 4                                      | 4                                      | 17                                     | 96                                     | 163                                    | 132                                    | 3., Tarassow                           | 5., West                               | 7.                                     | Sieg im Conference-Viertelfinale, 3:1 (Atlant Mytischtschi) Sieg im Conference-Halbfinale, 4:2 (HK Spartak Moskau) Niederlage im Conference-Finale, 3:4 (HK MWD Balaschicha)                      |
| 2010/11 | 54                                     | 33                                     | 1                                      | 1                                      | 4                                      | 1                                      | 14                                     | 108                                    | 202                                    | 143                                    | 1., Tarassow                           | 1., West                               | 3.                                     | Sieg im Conference-Viertelfinale, 4:3 (HK Dinamo Minsk) Sieg im Conference-Halbfinale, 4:1 (Dinamo Riga) Niederlage im Conference-Finale, 2:4 (Atlant Mytischtschi)                               |
| 2011/12 | Teilnahme an der Wysschaja Hockey-Liga | Teilnahme an der Wysschaja Hockey-Liga | Teilnahme an der Wysschaja Hockey-Liga | Teilnahme an der Wysschaja Hockey-Liga | Teilnahme an der Wysschaja Hockey-Liga | Teilnahme an der Wysschaja Hockey-Liga | Teilnahme an der Wysschaja Hockey-Liga | Teilnahme an der Wysschaja Hockey-Liga | Teilnahme an der Wysschaja Hockey-Liga | Teilnahme an der Wysschaja Hockey-Liga | Teilnahme an der Wysschaja Hockey-Liga | Teilnahme an der Wysschaja Hockey-Liga | Teilnahme an der Wysschaja Hockey-Liga | Teilnahme an der Wysschaja Hockey-Liga |
| 2012/13 | 54                                     | 24                                     | 2                                      | 8                                      | 0                                      | 0                                      | 18                                     | 92                                     | 131                                    | 121                                    | 2., Tarassow                           | 4., West                               | 8.                                     | Niederlage im Conference-Viertelfinale, 2:4 (Sewerstal Tscherepowez) |
| Gesamt  | 220                                    | 145                                    | 8                                      | 13                                     | 11                                     | 9                                      | 62                                     | 407                                    | 671                                    | 507                                    |                                        |                                        |                                        | 4 Playoff-Teilnahmen 11 Serien: 7 Siege, 4 Niederlagen 60 Spiele: 35 Siege, 25 Niederlagen |

## Trainer
| Name                    | Zeitraum                      |
| ----------------------- | ----------------------------- |
| А. K. Schesterin        | 1959–1963                     |
| Juri Trabut             | 1963–1964                     |
| S. Kwasnikow            | 1964–1965                     |
| B. Т. Kuschtalow        | 1965–1971                     |
| Juri Otschnew           | 1970–1971                     |
| Witali I. Stain         | 1971–1973                     |
| N. P. Rodin             | 1973–1977                     |
| W. I. Surowzew          | 1976–1980                     |
| Sergei Nikolajew        | 1980–1990                     |
| Albert Danilow          | 1990–1991                     |
| G. N. Mylnikow          | 1991–1993                     |
| Sergei Nikolajew        | 1992–1996                     |
| Pjotr Worobjow          | 1996–2001                     |
| Wladimir Krjutschkow    | 2000–2001                     |
| Vladimír Vůjtek senior  | 2001–2003                     |
| Wladimir Jursinow       | April–Oktober 2003            |
| Wladimir Krjutschkow    | Oktober–November 2003         |
| Július Šupler           | November 2003–2004            |
| Kari Heikkilä           | 2004–2005                     |
| Wladimir Jursinow       | 2005–September 2006           |
| Nikolai Borschtschewski | 2006–2007                     |
| Paul Gardner            | 2006–2007                     |
| Kari Heikkilä           | 2007–2010                     |
| Pjotr Worobjow          | Februar–Mai 2010              |
| Kai Suikkanen           | Mai–November 2010             |
| Vladimír Vůjtek senior  | November 2010–April 2011      |
| Brad McCrimmon          | Mai–September 2011            |
| Pjotr Worobjow          | September 2011–April 2012     |
| Tom Rowe                | April 2012 – September 2013   |
| Pjotr Worobjow          | September 2013 – Februar 2014 |
| Dave King               | Februar 2014 – Juni 2014      |
| Sean Simpson            | Juni 2014 – Sept. 2014        |
| Anatoli Chomenko        | Sept. 2014                    |
| Alexei Kudaschow        | Sept. 2014 – Okt. 2017        |
| Dmitri Kwartalnow       | seit Okt. 2017                |